# Pasteurizare

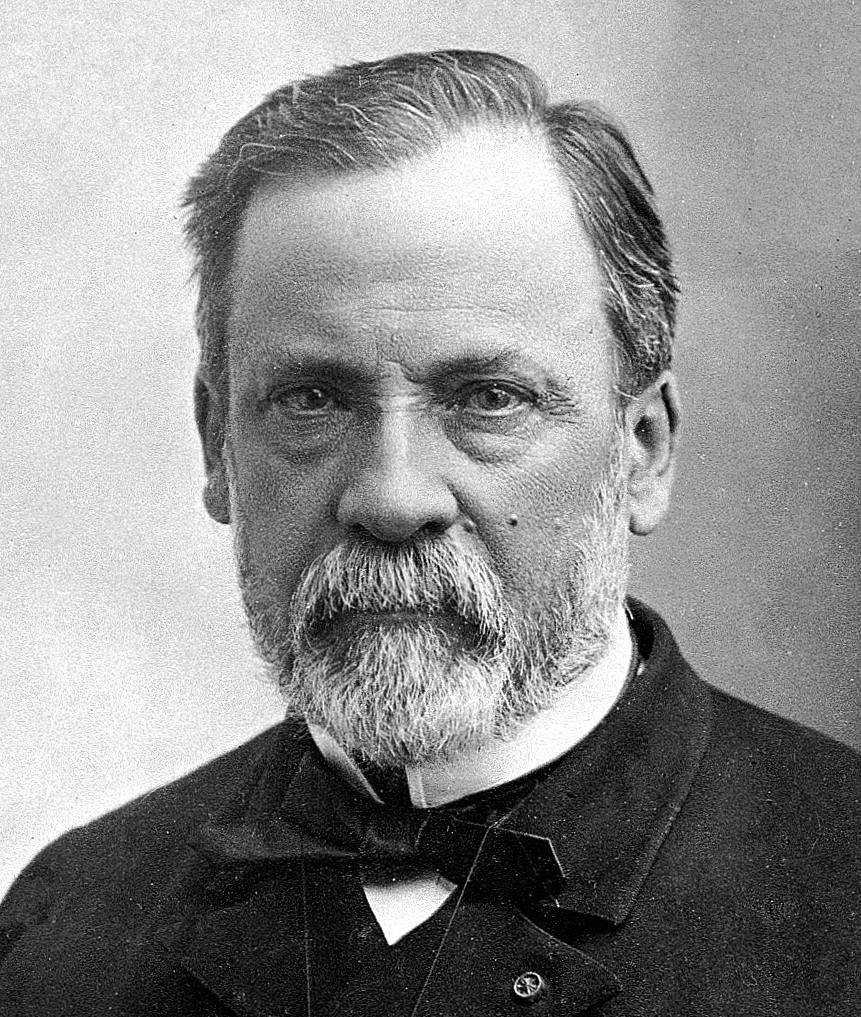
Louis Pasteur (1822–1895)

Pasteurizarea este o metodă de conservare a produselor alimentare, mai ales a celor lichide, inventată de Louis Pasteur, care constă în încălzirea alimentelor la o temperatură sub 100 °C, de obicei până la 60-70 °C, urmată de o răcire bruscă a acestora la 4-6 °C, pentru a distruge flora patogenă a produselor alimentare fermentabile și în felul acesta a preveni alterarea acestora, păstrând intacte însușirile alimentului.

## Pasteurizarea laptelui
Principalii factori care influențează eficiența procesului sunt temperatura și timpul de pasteurizare. În alegerea valorilor acestor doi parametri, trebuie să se facă un compromis optim între distrugerea microflorei și minimizarea efectelor secundare nedorite, urmărindu-se menținerea valorii alimentare și a structurii normale. Laptele nu poate fi considerat bun pentru consum decât după distrugerea totală a bacilului tuberculozei (Mycobacterium tuberculosis), care se poate realiza în două moduri diferite:
- încălzire la temperatura de 62 °C, timp de 30 de minute, urmată de o răcire bruscă la 4 °C, sau
- încălzire la temperatura de 72 °C, timp de  3 minute, urmată de asemenea de o răcire bruscă la 4 °C.

Există și o metodă de pasteurizare înaltă (UHT / Ultra High Temperature) sau instantanee, care se face la 80-95 °C pentru laptele de consum, iar pentru produsele lactate acide la 85 °C timp de 6 minute sau 90 °C timp de 8-12 secunde. Deși are avantajul de a distruge un număr mare de microbi (99,9%) din numărul microflorei din laptele crud, ceea ce permite păstrarea nealterată o perioadă lungă, are și dezavantajul ca reduce capacitatea de coagulare favorizând un coagul moale cu înglobare maximă de zer și cu gust amar, reduce conținutul de vitamine, cele mai sensibile fiind vitamina B12, acidul ascorbic și produce, uneori, brunificarea (caramelizarea) laptelui prin formare de substanțe melanoide.